# Materialseilbahn Reșița

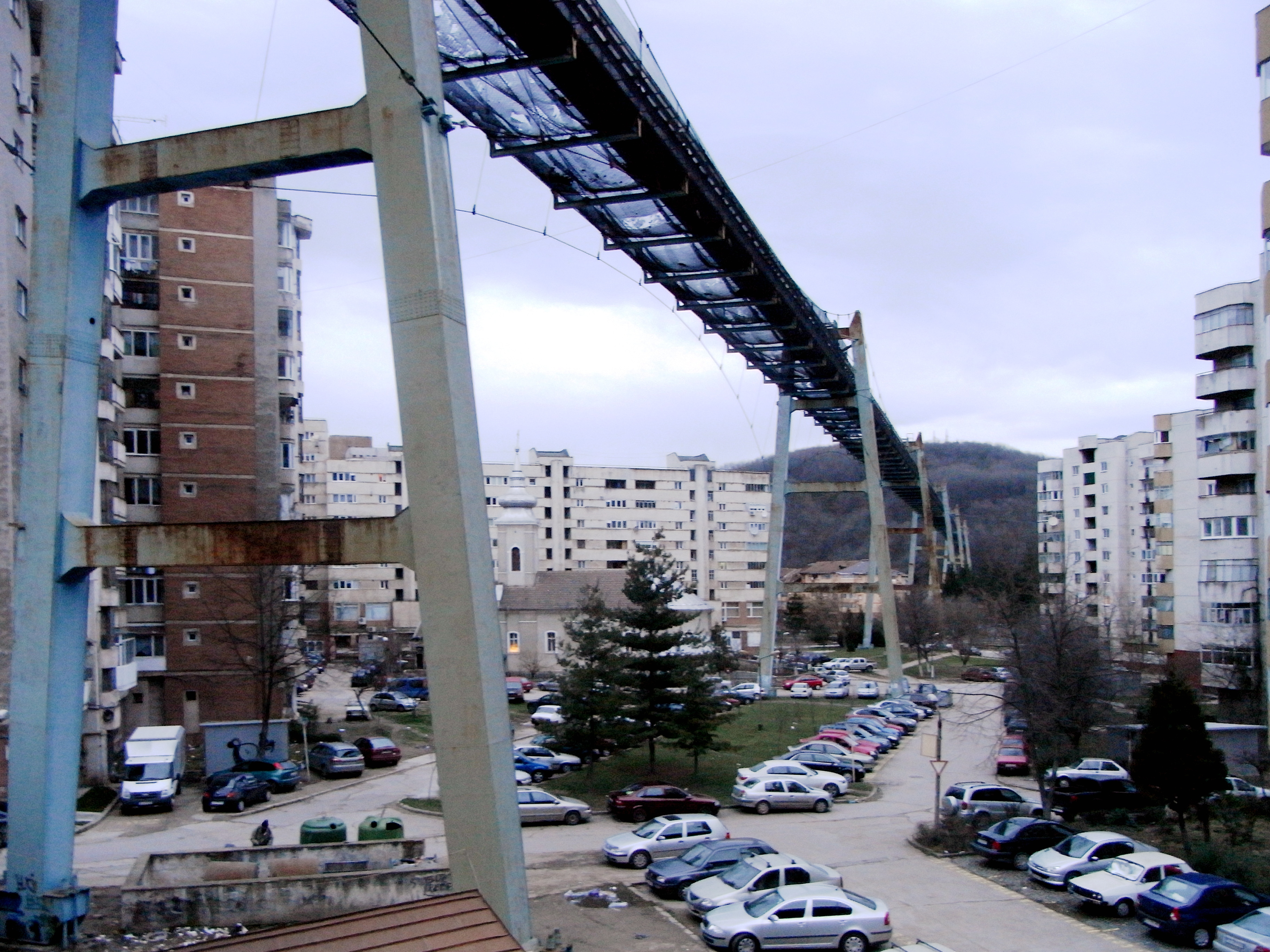
Die Materialseilbahn von unten betrachtet

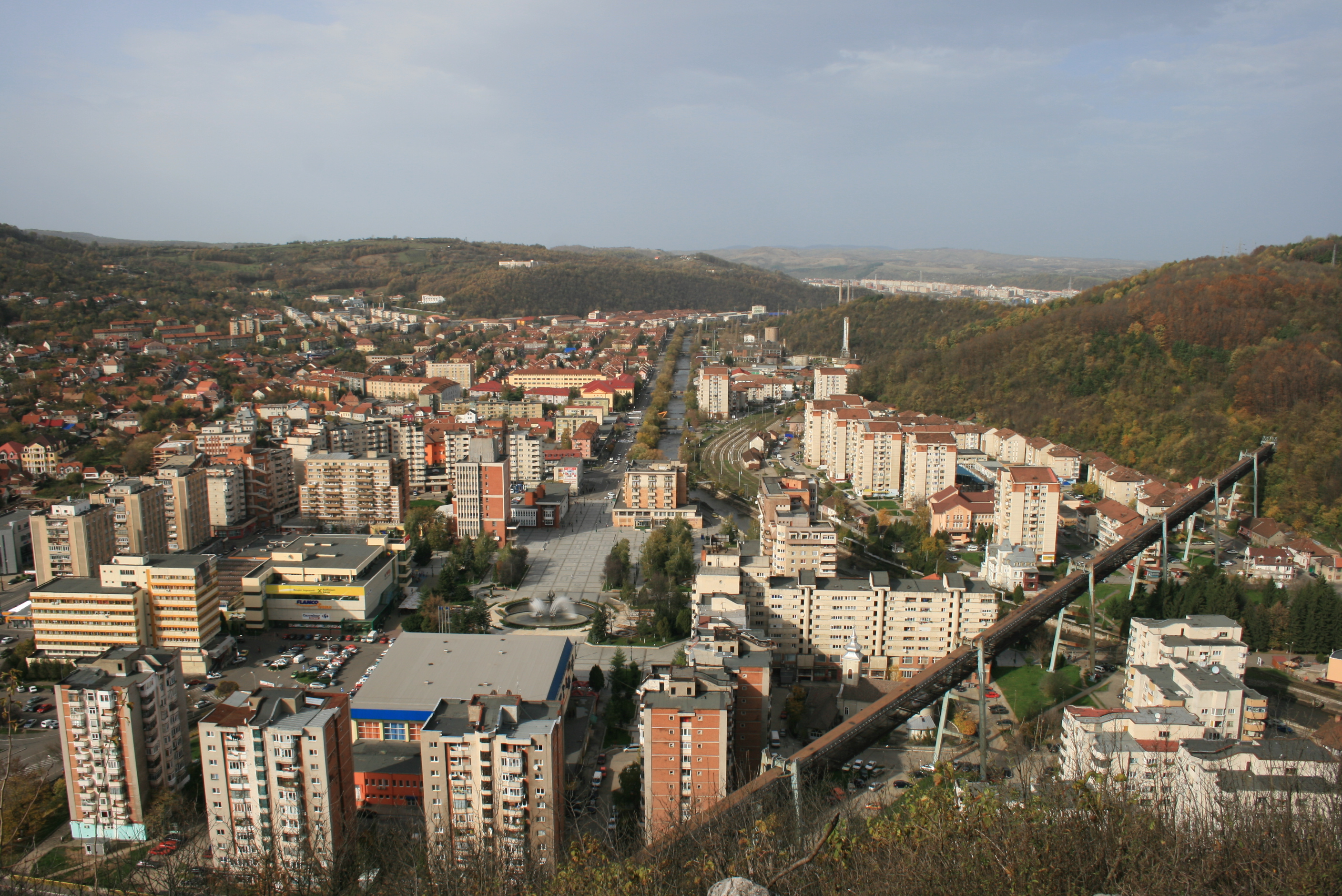
Die Förderanlage quert das Tal in dem Reșița liegt

Die Materialseilbahn Reșița ist eine circa 500 Meter lange waagrechte Lorenseilbahn im Zentrum der rumänischen Stadt Reșița, die dem Transport von Kalk und Kohle diente. Sie gilt mit ihren sechs hohen Stützen als Wahrzeichen des Ortes. Die Anlage verbindet das örtliche Stahlwerk des Unternehmens SC TMK Reșita SA – welches aus dem ehemaligen Combinat Siderurgic Reșița / C.S.R. hervorging – mit dem zugehörigen Kohlebergwerk auf der gegenüberliegenden Hangseite. Dabei werden der Fluss Bârzava, die Eisenbahnstrecke, eine Parkanlage sowie mehrere Straßen überquert.
Die Seilbahn wurde 1963/64 errichtet und ist aufgrund des wirtschaftlichen Umbruchs in Folge der rumänischen Revolution von 1989 seit 1992 außer Betrieb. 2007 wurde die Wiederinbetriebnahme zwecks touristischer Nachnutzung erörtert, zu der es letztlich nicht kam.